# Ronde van Frankrijk 2022/Eerste etappe
De eerste etappe van de Ronde van Frankrijk 2022 werd verreden op 1 juli met start en finish in Kopenhagen. Het betrof een individuele tijdrit over 13,2 kilometer. De voorspelde regen zorgde voor opschudding. De meeste toppers en klasementsrenners vertrokken al vroeg in de etappe. Uiteindelijk veranderde het weer, waardoor het droger was op het einde van de etappe, en zo kon Yves Lampaert zijn tijdrit in drogere omstandigheden rijden en wist zo te zorgen voor een enorme verrassing. De regen eiste ook zijn tol, zo was Stefan Bissegger na een dubbele val uitgeschakeld voor een goede daguitslag. 

## Uitslag
| Kopenhagen – Kopenhagen (13,2 km) |                      |                        |        |
| Plaats                            | Naam                 | Ploeg                  | Tijd   |
| 1                                 | Yves Lampaert        | Quick Step-Alpha Vinyl | 15'17" |
| 2                                 | Wout van Aert        | Team Jumbo-Visma       | + 5"   |
| 3                                 | Tadej Pogačar        | UAE Team Emirates      | + 7"   |
| 4                                 | Filippo Ganna        | INEOS Grenadiers       | + 10"  |
| 5                                 | Mathieu van der Poel | Alpecin-Deceuninck     | + 13"  |
| 6                                 | Mads Pedersen        | Trek-Segafredo         | + 15"  |
| 7                                 | Jonas Vingegaard     | Team Jumbo-Visma       | z.t.   |
| 8                                 | Primož Roglič        | Team Jumbo-Visma       | + 16"  |
| 9                                 | Bauke Mollema        | Trek-Segafredo         | + 17"  |
| 10                                | Dylan Teuns          | Bahrain-Victorious     | + 20"  |

| Algemeen klassement |                      |                        |        |
| Plaats              | Naam                 | Ploeg                  | Tijd   |
| Gele trui           | Yves Lampaert        | Quick Step-Alpha Vinyl | 15'17" |
| 2                   | Wout van Aert        | Team Jumbo-Visma       | + 5"   |
| 3                   | Tadej Pogačar        | UAE Team Emirates      | + 7"   |
| 4                   | Filippo Ganna        | INEOS Grenadiers       | + 10"  |
| 5                   | Mathieu van der Poel | Alpecin-Deceuninck     | + 13"  |
| 6                   | Mads Pedersen        | Trek-Segafredo         | + 15"  |
| 7                   | Jonas Vingegaard     | Team Jumbo-Visma       | z.t.   |
| 8                   | Primož Roglič        | Team Jumbo-Visma       | + 16"  |
| 9                   | Bauke Mollema        | Trek-Segafredo         | + 17"  |
| 10                  | Dylan Teuns          | Bahrain-Victorious     | + 20"  |

1e etappe ·
2e etappe ·
3e etappe ·
4e etappe ·
5e etappe ·
6e etappe ·
7e etappe ·
8e etappe ·
9e etappe ·
10e etappe ·
11e etappe ·
12e etappe ·
13e etappe ·
14e etappe ·
15e etappe ·
16e etappe ·
17e etappe ·
18e etappe ·
19e etappe ·
20e etappe ·
21e etappe
Startlijst · Eindstanden · Afbeeldingen